# Johan Christian Schultz
Johan Christian Schultz, född 1694 i Stettin, död 27 december 1766 i Stockholm, var en svensk klädesfabrikör.
Med understöd av Manufakturkontoret vistades Schultz 1739–1740 i Aachen för att studera klädestillverkningen där, varvid han för att dölja sitt syfte uppträdde som uppköpare för Levantiska kompaniet. Han kom 1740 till Stockholm med ett hundratal kunniga yrkesmän, som fick anställning vid en fabrik som han samma år upprättade i Stockholm, den första i Sverige för tillverkning av finare kläde. 1742 fick han burskap som handelsman. Det uppges att han efter mönster från Aachen lät svenska barn vid tidig ålder lära sig spinna och spola vid fabriken. Schultz erhöll höga premier och goda vitsord för sin tillverkning, vilken ansågs kunna mäta sig med den utländska, men förlagskapitalet var för litet för att kunna bära den vidlyftiga produktionen. Trots ett större riksbankslån 1756 nödgades han 1759 avträda sin egendom till borgenärer. Han var far till Johan Giese Schultz.